# كارل سيلبرباور
كارل سيلبرباور (بالألمانية: Karl Josef Silberbauer)‏ (و. 1911 – 1972 م) هو ضابط نمساوي، ولد في فيينا، كان عضوًا في شوتزشتافل، توفي في فيينا، عن عمر يناهز 61 عاماً.